# Santana (appel)

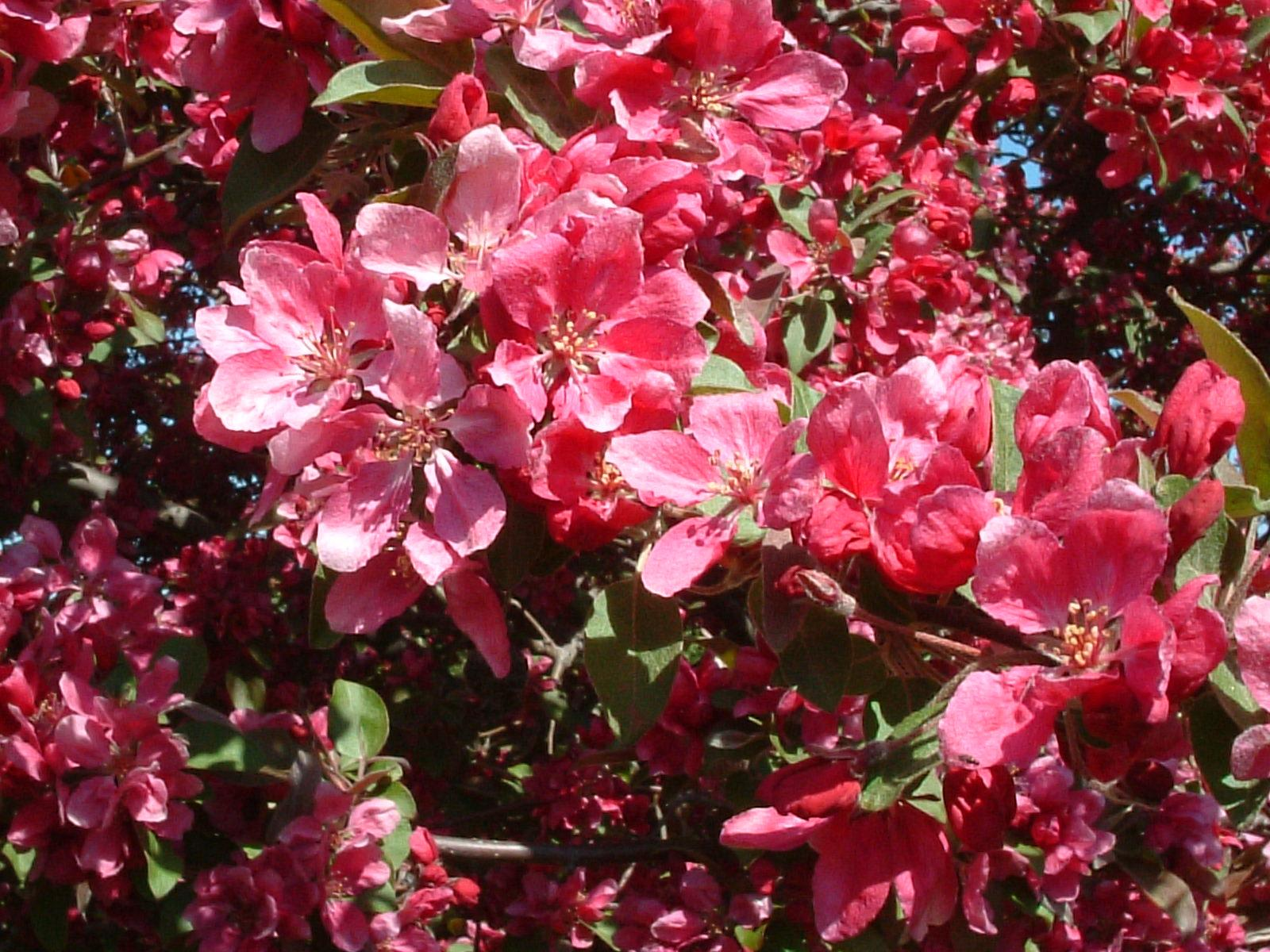
Gendonor Malus floribunda

Santana is een appel die schurftresistent is en daardoor geschikt voor de biologische teelt. De resistentie berust op het Vf-gen van Malus floribunda 821. Deze resistentie is echter op enkele plaatsen in Europa alweer doorbroken, waardoor het verstandig is toch enkele malen tegen schurft te spuiten, wat in de biologische landbouw echter niet is toegestaan. Wel is de bestrijding van meeldauw met behulp van zwavel toegestaan.
Santana is in 1978 ontstaan uit de kruising Elstar × Priscilla, uitgevoerd door Universiteit Wageningen en is in 1996 in de handel gekomen.
De groei van de boom is sterk en deze vormt lange takken. De volle bloei valt in de eerste week van mei. Voor een goede bestuiving moet een ander ras bijgeplant worden. Dit kan onder andere Topaz (ook schurftresistent) of een sierappel zijn.
Het is een iets gestreepte tot donkerrode appel op geelgroene ondergrond. De rijpe vruchten hebben na bewaring een vettige schil. De rijpe appel heeft een friszure en aromatische smaak. Het vruchtvlees is vrij hard, knapperig en sappig. Pas vanaf half oktober is de appel te eten, maar in het begin nogal zuur. De appel is onder speciale bewaaromstandigheden te bewaren tot eind februari. Tijdens bewaring zeer gevoelig voor klokhuisbruin en matig gevoelig voor vruchtvleesbruin.

## Appelallergie
Mensen die allergisch reageren op appels kunnen vaak wel Santana eten: onderzoek heeft uitgewezen dat driekwart van hen geen klachten krijgt.

## Ziektes en plagen
Santana is schurftresistent, weinig vatbaar voor vruchtboomkanker, maar zeer vatbaar voor meeldauw (Podosphaera leucotricha) en daardoor gevoelig voor netvormige verruwing.